# Plataforma PF3 PSA
La Plataforma PF3 ha sido desarrollada por ingenieros del grupo PSA Peugeot Citroën para coches de tamaño grande y mediano con tracción delantera y motor transversal.
La primera aplicación que utiliza la plataforma PF3 es el Citroën C5 de 2001. PSA PF3 era una plataforma global de tamaño mediano utilizada por varios modelos producidos por Citroën y Peugeot.
A partir de 2013, PSA comenzó a utilizar la nueva plataforma EMP2 para futuros modelos, comenzando con el nuevo Peugeot 308.

## Modelos
Vehículos basados en la Plataforma PF3:
- Distancia entre ejes corta
  - 2001-2008 Citroën C5 I[1]
  - 2004-2010 Peugeot 407
  - 2008-2017 Citroën C5 II
  - 2010-2018 Peugeot 508
- Distancia entre ejes larga
  - 2005-2012 Citroën C6